# شارمن وايت فيس
شارمن وايت فيس (بالإنجليزية: Charmaine White Face)‏ هي ناشطة حقوق الإنسان أمريكية، ولدت في 12 مارس 1947 في محمية باين ريدج الهندية في الولايات المتحدة.